# Steffen Wesemann
Steffen Wesemann (Wolmirstedt, Sajonia-Anhalt, 11 de marzo de 1971) es un ciclista alemán que fue profesional entre 1993 y 2008. En septiembre de 2005, tanto él como su familia, durante mucho tiempo residentes en Küttigen, obtuvieron la nacionalidad suiza.
Se trataba de un corredor considerado clasicómano por ser especialista en carreras de un día largas. Se defendía bien en recorridos llanos y con repechos, y se encontraba particularmente a gusto en las carreras que se disputaban sobre pavé, quizá en parte por ser centroeuropeo, donde este tipo de carreras son más conocidas.[cita requerida]
Ganó en uno de los monumentos del Ciclismo, el Tour de Flandes en 2004, e hizo podio en otros dos, segundo y tercero en la París-Roubaix 2002 y 2007, respectivamente.

## Palmarés
| 1991 - Tour de Berlín 1992 - Carrera de la Paz, más 2 etapas - Vuelta a la Baja Sajonia, más 2 etapas - GP Buchholz 1993 - 1 etapa de la Semana Catalana - 1 etapa del Tour del Porvenir 1995 - Clasificación de las metas volantes de la Vuelta a España 1996 - Carrera de la Paz, más 7 etapas 1997 - Carrera de la Paz, más 4 etapas 1998 - 1 etapa de la Vuelta a Castilla y León - 1 etapa del Sachsen-Tour | 1999 - Carrera de la Paz, más 3 etapas 2000 - Vuelta a Colonia - G. P. Kanton Aargau - 1 etapa del Tour Down Under - 2 etapas de la Carrera de la Paz - 2.º en el Campeonato de Alemania en Ruta 2003 - Carrera de la Paz, más 1 etapa - 1 etapa del Sachsen-Tour 2004 - Tour de Flandes |

## Resultados en Grandes Vueltas y Campeonatos del Mundo
Durante su carrera deportiva consiguió los siguientes puestos en las Grandes Vueltas y en los Campeonatos del Mundo en carretera:
| Carrera         | Carrera         | 1993 | 1994 | 1995 | 1996 | 1997 | 1998 | 1999 | 2000 | 2001 | 2002 | 2003  | 2004 | 2005 | 2006 | 2007 | 2008 |
| --------------- | --------------- | ---- | ---- | ---- | ---- | ---- | ---- | ---- | ---- | ---- | ---- | ----- | ---- | ---- | ---- | ---- | ---- |
|                 | Giro de Italia  | Ab.  | Ab.  | Ab.  | —    | —    | —    | —    | —    | —    | —    | —     | —    | —    | —    | —    | —    |
|                 | Tour de Francia | —    | —    | —    | —    | —    | —    | 73.º | Ab.  | Ab.  | 99.º | —     | —    | —    | —    | —    | —    |
|                 | Vuelta a España | —    | —    | 99.º | 80.º | —    | —    | —    | —    | —    | —    | 110.º | Ab.  | —    | —    | —    | —    |
| Mundial en Ruta | Mundial en Ruta | —    | —    | —    | —    | —    | —    | —    | —    | —    | —    | —     | 18.º | 12.º | 22.º | —    | —    |

—: no participa

Ab.: abandono